# Thesea flexilis
Thesea flexilis is een zachte koraalsoort uit de familie Plexauridae. De koraalsoort komt uit het geslacht Thesea. Thesea flexilis werd in 1910 voor het eerst wetenschappelijk beschreven door Nutting. 